# Artemisa de muntanya
L' artemisa de muntanya (Artemisia umbelliformis) és una espècie de planta amb flors del gènere Artemisia dins la família de les asteràcies. És un oròfit alpí. La seva distribució és europea i inclou els Països Catalans (només als Pirineus).
Addicionalment pot rebre els noms de artemísia de muntanya, artemísia de roca i donzell fals.
És una planta blanquinosa, sedosa lluent i reptant de 10 a 20 cm de longitud. Floreix de juliol a agost i viu en roques de l'estatge alpí entre els 2300 i 2800 m d'altitud.

## Taxonomia

### Subespècies
Dins d'aquesta espècie es reconeixen les dues subespècies següents :
- Artemisia umbelliformis subsp. eriantha (Ten.) Vallès-Xirau & Oliva Brañas
- Artemisia umbelliformis subsp. umbelliformis

### Sinònims
El nom Artemisia glacialis var. umbelliformis (Lam.) Rouy és un sinònim homotípic d'Artemisia umbelliformis.
Els següents següents noms científics són sinònims d'Artemisia umbelliformis subsp. eriantha:
- Sinònims homotípics

- Artemisia baumgartenii subsp. eriantha (Ten.) Nyman
- Artemisia eriantha Ten.
- Artemisia genipi proles eriantha (Ten.) Rouy
- Artemisia genipi subsp. eriantha (Ten.) P.Fourn.
- Artemisia petrosa subsp. eriantha (Ten.) Giacom. & Pignatti
- Artemisia spicata subsp. eriantha (Ten.) Arcang.

- Sinònims heterotípics

- Absinthium petrosum Baumg.
- Artemisia altopyrenaica Rivas Mart.
- Artemisia baumgartenii Besser
- Artemisia eriantha subsp. altopyrenaica (Rivas Mart.) Rivas Mart.
- Artemisia genipi var. godronii Rouy
- Artemisia genipi var. majellensis Rouy
- Artemisia genipi var. petrosa (Fritsch) Fiori
- Artemisia genipi var. villarsii Vacc.
- Artemisia godronii Rouy ex E.P.Perrier
- Artemisia magellensis Rouy
- Artemisia mutellina var. petrosa (Fritsch) Weiss
- Artemisia petrosa Fritsch
- Artemisia spicata subsp. villarsii (Godr.) Arcang.
- Artemisia transsilvanica Schur
- Artemisia villarsii Willk.
- Artemisia villarsii Godr.